# Nemzeti Demokrata Szövetség (Kuvait)
A Nemzeti Demokrata Szövetség (arabul: التحالف الوطني الديمقراطي, átírva: Al-Tehalef Al-Watani Al-Demokrati) egy liberális politikai tömb Kuvaitban. A párt célja, hogy a nők nagyobb szerepet kapjanak a kuvaiti társadalomban, és az emberek a nemzeti összetartozás alapján tömörüljenek, ne pedig vallási vagy társadalmi osztályok szerint. 
A Kuvaiti Nemzetgyűlés ötven megválasztott tagja közül 2008-ban kettő tartozott a Nemzeti Demokrata Szövetséghez. 2009-ben a pártnak körülbelül hat képviselője volt az 50 fős Gyűlésben.

## Fordítás
Ez a szócikk részben vagy egészben  a   National Democratic Alliance (Kuwait) című angol Wikipédia-szócikk ezen változatának fordításán alapul.  Az eredeti cikk szerkesztőit annak laptörténete sorolja fel. Ez a jelzés csupán a megfogalmazás eredetét és a szerzői jogokat jelzi, nem szolgál a cikkben szereplő információk forrásmegjelöléseként.